# Saison 2 d'Oggy et les Cafards
Chronologie
Saison 1 Saison 3
La deuxième saison d'Oggy et les Cafards, série télévisée d'animation française, est constituée de soixante-dix-huit épisodes, diffusée du 4 septembre 2000 sur France 3.

## Épisode 1:En piste
- France : 4 septembre 2000 sur France 3

## Épisode 2:L'Art du camouflage
- France : 5 septembre 2000 sur France 3

## Épisode 3:La Sœur d'Oggy
- France : 6 septembre 2000 sur France 3

## Épisode 4:Oggy fait du shopping
- France : 6 septembre 2000 sur France 3

## Épisode 5:De pis en pis
- France : 7 septembre 2000 sur France 3

## Épisode 6:Tout schuss
- France : 8 septembre 2000 sur France 3

## Épisode 7:Ça baigne!
- France : 13 septembre 2000 sur France 3

## Épisode 8:En pleine déforme
- France : 20 septembre 2000 sur France 3

## Épisode 9:Le Cousin de la cambrousse
- France : 20 septembre 2000 sur France 3

## Épisode 10:Bonnes vacances Oggy!
- France : 27 septembre 2000 sur France 3

## Épisode 11:Mouvement perpétuel
- France : 27 septembre 2000 sur France 3

## Épisode 12:La Fin des haricots
- France : 2 octobre 2000 sur France 3

## Épisode 13:Madame le pingouin
- France : 3 octobre 2000 sur France 3

## Épisode 14:Touristamania
- France : 4 octobre 2000 sur France 3

## Épisode 15:Hip hip hip hypnose!
- France : 4 octobre 2000 sur France 3

## Épisode 16:Le Poil à rire
- France : 5 octobre 2000 sur France 3

## Épisode 17:Perdu de vue
- France : 6 octobre 2000 sur France 3

## Épisode 18:Maman tu piques!
- France : 9 octobre 2000 sur France 3

## Épisode 19:Tous aux abris!
- France : 9 octobre 2000 sur France 3

## Épisode 20:Mecanic Oggy
- France : 10 octobre 2000 sur France 3

## Épisode 21:C'est du vol
- France : 10 octobre 2000 sur France 3

## Épisode 22:Arrêt sur images
- France : 11 octobre 2000 sur France 3

## Épisode 23:L'Empire de l'autruche hongroise
- France : 11 octobre 2000 sur France 3

## Épisode 24:De l'or en barreaux
- France : 12 octobre 2000 sur France 3

## Épisode 25:Un Q.I. de 120
- France : 16 octobre 2000 sur France 3

## Épisode 26:Le Silence de l'espace
- France : 17 octobre 2000 sur France 3

- La valise de l'astronaute qui part porte des références à la culture geek, notamment Alien.
- L'épisode met en avant quelques aspects de la vie en impesanteur, ainsi que la gravité artificielle.

## Épisode 27:Vive la technique!
- France : 18 octobre 2000 sur France 3

## Épisode 28:Plaies et Amour
- France : 19 octobre 2000 sur France 3

## Épisode 29:Le Train complètement fou
- France : 20 octobre 2000 sur France 3

## Épisode 30:Gare au gorille!
- France : 23 octobre 2000 sur France 3

## Épisode 31:Six minutes pour vivre
- France : 24 octobre 2000 sur France 3

## Épisode 32:La croisière, ça m'use!
- France : 26 octobre 2000 sur France 3

## Épisode 33:Oggy et le Boa gobeur
- France : 27 octobre 2000 sur France 3

## Épisode 34:Le Bal des ours
- France : 30 octobre 2000 sur France 3

## Épisode 35:Les Trois Jours qui changèrent le monde
- France : 31 octobre 2000 sur France 3

L'entraînement intensif militaire sous les ordres d'un sergent tyrannique n'est pas sans rappeler le film Full Metal Jacket.

## Épisode 36:Aglagla...
- France : 1er novembre 2000 sur France 3

## Épisode 37:Magicien malgré lui
- France : 2 novembre 2000 sur France 3

## Épisode 38:La Fièvre du samedi noir
- France : 3 novembre 2000 sur France 3

## Épisode 39:Noël au balcon, pactisons!
- France : 6 novembre 2000 sur France 3

## Épisode 40:Nouveau Nez
- France : 7 novembre 2000 sur France 3

## Épisode 41:Oggy passe-muraille
- France : 9 novembre 2000 sur France 3

## Épisode 42:Nuit blanche
- France : 30 novembre 2000 sur France 3

## Épisode 43:Format A4
- France : 6 décembre 2000 sur France 3

## Épisode 44:La Cornemuse enchantée
- France : 8 décembre 2000 sur France 3

## Épisode 45:Défense d'entrer
- France : 12 décembre 2000 sur France 3

- On revoit chez Bob la jolie poupée de l'épisode 21 de la première saison.
- Bob a chez lui des tableaux : Henri VIII par Hans Holbein le Jeune, Catherine d'Aragon par Lucas Hornebolte, Élisabeth Ire et un profil de femme ― avec un nez postiche ― par Piero Pollaiuolo.

## Épisode 46:Les Rois du green
- France : 14 décembre 2000 sur France 3

## Épisode 47:Penalty
- France : 19 décembre 2000 sur France 3

## Épisode 48:Paisible Puzzle
- France : 20 décembre 2000 sur France 3

## Épisode 49:La Citrouille qui se prenait pour une Ferrari
- France : 22 décembre 2000 sur France 3

- Cet épisode fait usage de la métamorphose dont l'origine remonte au Roi Grenouille ou Henri de Fer, ainsi que Cendrillon pour la thématique du carrosse.
- Les trois cafards sont totalement absents de cet épisode.

## Épisode 50:Étages mécaniques
- France : 6 janvier 2001 sur France 3

## Épisode 51:Objectif Nounou
- France : 8 janvier 2001 sur France 3

## Épisode 52:Le Secret de la pyramide
- France : 11 janvier 2001 sur France 3

## Épisode 53:Les Mille et Une Peurs
- France : 15 janvier 2001 sur France 3

## Épisode 54:Chacun chez soi
- France : 17 janvier 2001 sur France 3

## Épisode 55:Sitcom
- France : 23 janvier 2001 sur France 3

## Épisode 56:Le Poids des mots
- France : 25 janvier 2001 sur France 3

## Épisode 57:Safari-Golade
- France : 25 janvier 2001 sur France 3

## Épisode 58:Un problème de taille
- France : 26 janvier 2001 sur France 3

- Cet épisode fait intervenir un mélange entre rêve et réalité.
- C'est le Géant Vert qui donne la boîte de haricots à Joey.

## Épisode 59:Enroulé du câble
- France : 29 janvier 2001 sur France 3

- Cet épisode reprend la thématique du Lièvre et la Tortue.
- Le titre est une référence à l'expression « avoir déroulé du câble ».

## Épisode 60:Poubelles Story
- France : 31 janvier 2001 sur France 3

## Épisode 61:Il était un petit navire...
- France : 6 février 2001 sur France 3

## Épisode 62:Oggy Bag
- France : 14 février 2001 sur France 3

## Épisode 63:Les Envahisseurs
- France : 1er mars 2001 sur France 3

- L'écran titre a la même présentation que le texte d'introduction de Star Wars.
- Le véhicule trouvé par Oggy et Joey est une version modifiée de Mars Pathfinder.

## Épisode 64:La Machine
- France : 10 avril 2001 sur France 3

## Épisode 65:Dent pour dent
- France : 23 avril 2001 sur France 3

## Épisode 66:Le Barbecue
- France : 24 avril 2001 sur France 3

## Épisode 67:Sens dessus-dessous
- France : 28 avril 2001 sur France 3

## Épisode 68:Mon ami le blob
- France : 30 avril 2001 sur France 3

## Épisode 69:Le Match
- France : 2 mai 2001 sur France 3

## Épisode 70:Chute libre
- France : 4 mai 2001 sur France 3

## Épisode 71:L'Apprentissage de la vie
- France : 7 mai 2001 sur France 3

## Épisode 72:Le Septième Ciel
- France : 22 juin 2001 sur France 3

## Épisode 73:Le Petit Génie
- France : 1er septembre 2001 sur France 3

## Épisode 74:Un petit nid douillet
- France : 30 septembre 2001 sur France 3

## Épisode 75:Ça, c'est Paris!
- France : 25 août 2002 sur France 3

## Épisode 76:Lessivés!
- France : 28 août 2002 sur France 3

## Épisode 77:Le Bowling
- France : 25 septembre 2002 sur France 3

## Épisode 78:Les Pipelettes
- France : 5 avril 2003 sur France 3